# 2010 en science-fiction
| Années de la science-fiction : 2007 - 2008 - 2009 - 2010 - 2011 - 2012 - 2013    |
| Décennies de la science-fiction : 1980 - 1990 - 2000 - 2010 - 2020 - 2030 - 2040 |

L'année 2010 est marquée, en matière de science-fiction, par les événements suivants.

## Naissances et décès

### Décès
- 31 janvier : Kage Baker, écrivain américaine, morte à 57 ans.
- 7 février : William Tenn, écrivain américain, mort à 89 ans.
- 24 avril : James B. Hemesath, écrivain américain, mort à 65 ans.
- 10 septembre : Edwin Charles Tubb, écrivain britannique, mort à 90 ans.

## Prix

### Prix Hugo
- Roman : La Fille automate (The Windup Girl) par Paolo Bacigalupi et The City and the City (The City and the City) par China Miéville (ex æquo)
- Roman court : Palimpseste (Palimpsest) par Charles Stross
- Nouvelle longue : L'Île (The Island) par Peter Watts
- Nouvelle courte : Lunes de gel (Bridesicle) par Will McIntosh
- Livre non-fictif ou apparenté : This is Me, Jack Vance! (Or, More Properly, This is “I”) par Jack Vance
- Roman graphique : Girl Genius, Volume 9: Agatha Heterodyne and the Heirs of the Storm, écrit par Kaja Foglio et Phil Foglio, dessiné par Phil Foglio, couleurs par Cheyenne Wright
- Film : Moon, scénario par Nathan Parker ; histoire par Duncan Jones ; réalisé par Duncan Jones
- Série ou court-métrage : L'épisode La Conquête de Mars de Doctor Who, écrit par Russell T Davies et Phil Ford ; dirigé par Graeme Harper
- Éditeur de nouvelles : Ellen Datlow
- Éditeur de romans : Patrick Nielsen Hayden
- Artiste professionnel : Shaun Tan
- Magazine semi-professionnel : Clarkesworld, dirigé par Neil Clarke, Sean Wallace et Cheryl Morgan
- Magazine amateur : StarShipSofa édité par Tony C. Smith
- Écrivain amateur : Frederik Pohl
- Artiste amateur : Brad W. Foster
- Prix Campbell : Seanan McGuire

### Prix Nebula
- Roman : Black-out / All Clear (Blackout/All Clear) par Connie Willis
- Roman court : The Lady Who Plucked Red Flowers beneath the Queen’s Window par Rachel Swirsky
- Nouvelle longue : That Leviathan, Whom Thou Hast Made par Eric James Stone
- Nouvelle courte : Poneys (Ponies) par Kij Johnson et How Interesting: A Tiny Man par Harlan Ellison (ex æquo)
- Prix Andre Norton : Je m'habillerai de nuit (I Shall Wear Midnight) par Terry Pratchett
- Prix Solstice : Tom Doherty (en), Terri Windling et Donald Wollheim
- Prix du service pour la SFWA : John E. Johnston, III
- Prix Ray Bradbury : Inception par Christopher Nolan
- Grand maître : Joe Haldeman
- Auteur émérite : Neal Barret

### Prix Locus
- Roman de science-fiction : Boneshaker (Boneshaker) par Cherie Priest
- Roman de fantasy : The City and the City (The City and the City) par China Miéville
- Roman pour jeunes adultes : Léviathan (Leviathan) par Scott Westerfeld
- Premier roman : La Fille automate (The Windup Girl) par Paolo Bacigalupi
- Roman court : The Women of Nell Gwynne’s par Kage Baker
- Nouvelle longue : By Moonlight par Peter S. Beagle
- Nouvelle courte : Invocation de l'incuriosité (An Invocation of Incuriosity) par Neil Gaiman
- Recueil de nouvelles : The Best of Gene Wolfe par Gene Wolfe
- Anthologie : The New Space Opera 2 par Gardner Dozois et Jonathan Strahan, éds.
- Livre non-fictif ou Livre d'art : Cheek by Jowl par Ursula K. Le Guin
- Éditeur : Ellen Datlow
- Magazine : The Magazine of Fantasy & Science Fiction
- Maison d'édition : Tor
- Artiste : Michael Whelan

### Prix British Science Fiction
- Roman : La Maison des derviches (The Dervish House) par Ian McDonald
- Fiction courte : The Ship Maker par Aliette de Bodard

### Prix Arthur-C.-Clarke
- Lauréat : The City and the City (The City and the City) par China Miéville

### Prix Sidewise
- Format long : When Angels Wept par Eric G. Swedin (en)
- Format court : A Clash of Eagles par Alan Smale

### Prix E. E. Smith Memorial
- Lauréat : Omar Rayyan

### Prix Theodore-Sturgeon
- Lauréat : Shambling Towards Hiroshima par James Morrow

### Prix Lambda Literary
- Fiction spéculative : Palimpsest par Catherynne M. Valente

### Prix Seiun
- Roman japonais : Guin Saga par Kaoru Kurimoto

### Grand prix de l'Imaginaire
- Roman francophone : Le Déchronologue par Stéphane Beauverger
- Nouvelle francophone : Le Diapason des mots et des misères (recueil) par Jérôme Noirez

### Prix Kurd-Laßwitz
- Roman germanophone : Ein König für Deutschland par Andreas Eschbach

### Prix Curt-Siodmak
- Film de science-fiction : Avatar, film américain de James Cameron
- Série de science-fiction : Battlestar Galactica
- Production allemande de science-fiction : Fanboys

## Parutions littéraires

### Romans
- All Clear par Connie Willis.
- Black-out par Connie Willis.
- Alliés par Christie Golden.
- Les Enfers virtuels par Iain Banks.
- Ferrailleurs des mers par Paolo Bacigalupi.
- The Hastur Lord par Deborah Jean Ross.
- Métacortex par Maurice G. Dantec.
- Revers par Aaron Allston.
- Vortex par Troy Denning.

### Recueils de nouvelles et anthologies
- Dernières nouvelles de la Terre... par Pierre Bordage.

### Bandes dessinées
- Le livre d'Ekko, 1er album de la série Entre-Monde, écrit et dessiné par Yanouch.

## Sorties audiovisuelles

### Films
- 8th Wonderland par Nicolas Alberny et Jean Mach.
- Inception par Christopher Nolan.
- Le Livre d'Eli par Albert et Allen Hughes.
- Monsters par Gareth Edwards.
- Mr. Nobody par Jaco Van Dormael.
- Planète 51 par Jorge Blanco.
- Predators par Nimród Antal.
- Repo Men par Miguel Sapochnik.
- Skyline par Colin et Greg Strause.
- Space Battleship par Takashi Yamazaki.
- Splice par Vincenzo Natali.

### Téléfilms
- Lake Placid 3 par G. E. Furst.
- The Lost Future par Mikael Salomon.
- Mega Piranha par Eric Forsberg.
- Quantum apocalypse par Justin L. Jones.
- Sharktopus par Declan O'Brien.
- Tempête de météorites par Tibor Takács.

### Séries
- Doctor Who, saison 5.
- Futurama, saison 6.
- Stargate Universe, saison 2
- Star Wars: The Clone Wars, saison 3.

## Sorties vidéoludiques
- Dark Void par Airtight Games.
- God of War III par Sony Computer Entertainment.
- StarCraft 2 par Blizzard Entertainment.